# اچ‌ام‌اس تیگرس (۱۸۰۸)
اچ‌ام‌اس تیگرس (۱۸۰۸) (به انگلیسی: HMS Tigress (1808)) یک کشتی بود که طول آن ۹۲ فوت ۹ اینچ (۲۸٫۳ متر) بود. این کشتی در سال ۱۸۰۱ ساخته شد.